# Kerkhof van Vlissegem
Het Kerkhof van Vlissegem is een gemeentelijke begraafplaats in het Belgische dorp Vlissegem (De Haan). Het ligt in het centrum van het dorp rond de Sint-Blasiuskerk en wordt gedeeltelijk omgeven door een witgekalkte muur en een metalen afsluiting. Aan de noordelijke zijde van de kerk, net buiten de omheining, staat een herdenkingsmonument voor de militaire en burgerlijke slachtoffers uit beide wereldoorlogen. 

## Britse oorlogsgraven
Achter de kerk liggen zes Britse en één Canadese gesneuvelde uit de Tweede Wereldoorlog.
Zes van hen liggen in een afzonderlijk perk. Zij waren de bemanning van een Vickers Wellington bommenwerper die op 16 april 1942 neerstortte in de omgeving van Vlissegem.
Eén Britse soldaat ligt afzonderlijk begraven. Het is het graf van schutter Austin Richard Langley. De juiste datum van zijn overlijden kon niet worden vastgesteld maar men verondersteld dat hij sneuvelde tussen 10 mei en 4 juni 1940. 
De graven worden onderhouden door de Commonwealth War Graves Commission en staan er geregistreerd als Vlissegem Churchyard.
De kerk en het kerkhof staan op de Inventaris van het Bouwkundig Erfgoed.